# Вестник Санкт-Петербургского университета
«Ве́стник Санкт-Петербу́ргского университе́та» — российский научный журнал, издаваемый СПбГУ.

## История
Основан в 1946 году как «Вестник Ленинградского университета».
В 1970 году выпускался в 6 сериях:
I — история, язык, литература

II — экономика, философия, право

III — математика, механика, астрономия

IV — физика, химия

V — геология, география

VI — биология.
В журнале публикуются статьи теоретического, экспериментального и практического характера, в которых освещаются новейшие достижения российской науки.
В журнале имеются особые разделы: «Краткие научные сообщения», «Из истории науки», «Обзоры и рецензии», «Хроника».
В каждой статье на английском языке приводится аннотация.
В 1971 году тираж серий составлял 1,5—2,5 тысячи экземпляров.
В настоящее время журнал выходит в 17 сериях:
Серия 1. Математика. Механика. Астрономия

Серия 2. История

Серия 3. Биология (c 2017 — Biological Communications)

Серия 4. Физика. Химия

Серия 5. Экономика

Серия 6. Философия. Культурология. Политология. Право. Международные отношения

Серия 7. Геология. География (с 2016 — Науки о Земле)

Серия 8. Менеджмент

Серия 9. Филология. Востоковедение. Журналистика

Серия 10. Прикладная математика. Информатика. Процессы управления

Серия 11. Медицина

Серия 12. Психология. Социология. Педагогика

Серия 13. Востоковедение. Африканистика

Серии 14. Право

Серии 15. Искусствоведение

Серия 16. Психология. Педагогика

Серии 17. Философия. Конфликтология. Культурология. Религиоведение
Серии «История», «Науки и Земле» и «Прикладная математика. Информатика. Процессы управления» входят в Scopus и Web of Science.

## Редакционный совет
Председатель Н. М. Кропачев, доктор юридических наук, профессор.
Заместители председателя И. А. Горлинский, кандидат биологических наук, профессор; С. П. Туник, доктор химических наук, профессор.
Ответственный редактор — Н. А. Гуляева, кандидат биологических наук.